# Eupetinus marginatus
Eupetinus marginatus är en skalbaggsart som beskrevs av Scott 1908. Eupetinus marginatus ingår i släktet Eupetinus och familjen glansbaggar. Inga underarter finns listade i Catalogue of Life.